# 月亮之上 (歌曲)
《月亮之上》是中国大陆音乐组合凤凰传奇的首张专辑《月亮之上》的主打歌，何沐阳填词作曲，时长3分55秒，由孔雀唱片在2005年4月1日发行。
郑平导演了《月亮之上》专辑里全部的音乐视频。

## 创作背景
《月亮之上》词曲作者何沐阳表示，这首歌是自己的原创，原本是一首慢板歌曲，歌名叫《想你的人》，创作于1999年。2003年初，何沐阳根据凤凰传奇的演唱风格和声音特点进行了重新编曲，采用民族风音乐和说唱音乐结合的演唱形式，创作成为《月亮之上》。

## 走红
这首歌的歌词句式精短，节奏感强。在2004年央视举办青年歌手电视大奖赛当中，凤凰传奇凭借《月亮之上》获得通俗唱法组第七名。2005年，纪敏佳在超级女声5进4的比赛中演唱了《月亮之上》，使得该歌曲一跃而红。凤凰传奇在参加《快乐大本营》时的言语之间表示对纪敏佳的感谢。

## 翻唱
| 演唱者 | 专辑           | 发行时间      |
| ------ | -------------- | ------------- |
| 龚玥   | 民歌红1        | 2007年1月1日  |
| 林子路 | 今天你要嫁给我 | 2007年1月1日  |
| 张远   | 国色天香       | 2014年3月22日 |

## 抄袭争议
2006年4月，《敖包相会》曲作者通福的继承人色日玛发现《月亮之上》有6小节与《敖包相会》前6小节相同。色日玛将该CD的销售者、制作者、出版者和词曲作者何沐阳诉至法院，要求立即停止侵权并赔偿20万元。一审法院认为，《敖包相会》改编自蒙古族叙事民歌《韩秀英》，对涉案6小节不享有著作权。色日玛提出上诉。2008年12月，法院终审撤销一审判决，改判《月亮之上》构成侵权，判决被告方赔偿《敖包相会》的著作权人经济损失2万元。
2007年2月12日，星辰在线记者丁虹发表文章，指《月亮之上》抄袭英国超级组合Blue在2001年发布的歌曲《All Rise》。2月13日晚，凤凰传奇的经纪公司组织著名音乐人李杰、著名乐评人金兆钧、音乐人郑君胜和杨嘉松等专家对《月亮之上》与《All Rise》进行了全方面鉴定，证明《月亮之上》为一首带有民族风格的原创流行歌曲，不存在抄袭的痕跡。